# Boletín Oficial de la Junta de Andalucía
El Butlletí Oficial de la Junta d'Andalusia (BOJA) és el diari oficial de la Junta d'Andalusia. Conté, a més les lleis del Parlament d'Andalusia, les disposicions generals del Govern andalús.
Abans de l'any 2003, la publicació s'efectuava els dimarts, dijous i dissabtes. A partir de 2003 el BOJA és publicat tots els dies de dilluns a divendres, exceptuant els dies festius. Excepcionalment, es poden publicar nombres extraordinaris altres dies.
La publicació del BOJA recau sobre la Conselleria de Presidència de la Junta d'Andalusia, mitjançant el Servei de Publicacions i BOJA. La numeració dels butlletins es fa des del núm. 1 al començar cada any. Excepcionalment poden haver-hi butlletins extraordinaris, amb una numeració independent.